# Brudzeń Mały
Brudzeń Mały – wieś sołecka w Polsce położona w województwie mazowieckim, w powiecie płockim, w gminie Brudzeń Duży. Najbliższe miejscowości to Gorzechowo i Brudzeń Duży.
W latach 1975–1998 miejscowość administracyjnie należała do województwa płockiego.